# Theo Angelopoulos

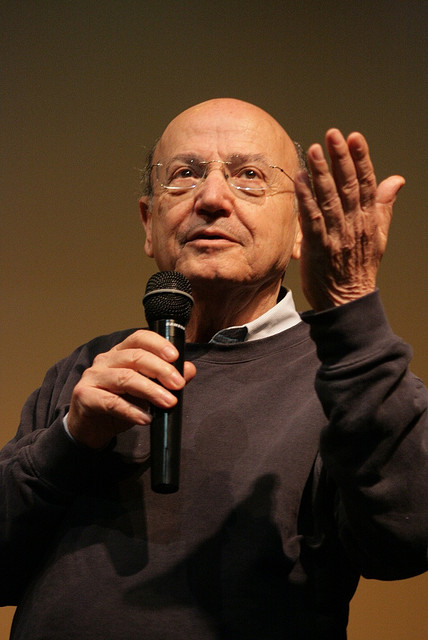
Theo Angelopoulos (2009)

Theodoros „Theo“ Angelopoulos (griechisch Θόδωρος Αγγελόπουλος; * 27. April 1935 in Athen; † 24. Januar 2012 in Neo Faliro, Piräus) war ein griechischer Filmregisseur, Drehbuchautor und Produzent. In seiner mehr als fünf Jahrzehnte währenden Karriere führte er bei 20 Kurz- und Langfilmen Regie. Er zählte zu den profiliertesten europäischen Autorenfilmern und galt als bedeutender Chronist seines Heimatlandes. 1998 gewann er für seinen Spielfilm Die Ewigkeit und ein Tag die Goldene Palme der Internationalen Filmfestspiele von Cannes.

## Leben
Theo Angelopoulos wurde 1935 (anderen Angaben zufolge 27. April 1936 oder 1937) in der Zeit der Diktatur des Generals Ioannis Metaxas als Sohn eines Parfümeriebesitzers geboren und wuchs mit drei Geschwistern auf. Geprägt wurde er durch den Tod seiner ältesten Schwester, den Einmarsch der deutschen Truppen im Jahr 1941 sowie die Verhaftung des unpolitischen Vaters durch die griechische Volksbefreiungsarmee ELAS im Jahr 1944. Von 1953 bis 1957 besuchte Angelopoulos die Universität Athen und studierte Jura, beendete das Studium allerdings ohne Examen. Nach dem Militärdienst (1959/60) ging er nach Paris, um sich an der Sorbonne einzuschreiben, wo er unter anderem Philosophie bei Claude Lévi-Strauss hörte. Fasziniert vom französischen Kino, z. B. den Filmen von Jean-Luc Godard, begann er, an der IDHEC Film zu studieren, die er jedoch wegen seiner eigenständigen Filmästhetik bereits nach einem Jahr verlassen musste. Als Angelopoulos 1964 nach Griechenland zurückkehrte, arbeitete er als Journalist, Filmkritiker und Dozent.
Sein erster Kurzfilm entstand im Jahre 1968 an der Zensur der griechischen Militärdiktatur vorbei. In den 1970er Jahren drehte er seine ersten Spielfilme Die Tage von 36, Die Wanderschauspieler und Die Jäger, in denen er sich mit der modernen griechischen Gesellschaft auseinandersetzt. Dabei entwickelte Angelopoulos, ein „zeitreisender Landvermesser“ (Wolfram Schütte), einen unverwechselbaren Stil: episodische und mehrdeutige Strukturen setzt er in langsamen Sequenzen um.
Nach dem Ende der Diktatur in Griechenland wandte sich Angelopoulos 1974 weiterhin, wenngleich nicht nur, politischen Themen zu. Insbesondere der Verfall der sozialistischen Ideologie (Der große Alexander, Der Bienenzüchter, Der Blick des Odysseus), Migrationsbewegungen (Der schwebende Schritt des Storches), Exilerfahrungen (Die Reise nach Kythira), der Zerfall des Balkans in den 1990er Jahren (Der Blick des Odysseus), die Bedrohung der Natur durch die Technik (Landschaft im Nebel, Die Erde weint), das Zerbrechen familiärer Strukturen (Der Bienenzüchter) sowie der kranke, einsame Mensch (Ewigkeit und ein Tag) werden zum Mittelpunkt des Angelopoulos’schen Werks.
Zur künstlerischen Wirkung der Filme tragen in hohem Maße auch der Kameramann Giorgos Arvanitis sowie seit Die Reise nach Kythira die Filmmusik der griechischen Komponistin Eleni Karaindrou bei. Aufgrund der Koproduktion seiner filmischen Trilogie des Schweigens mit dem ZDF (Das kleine Fernsehspiel, bestehend aus Die Reise nach Kythira, Der Bienenzüchter und Landschaft im Nebel) wurde in den 1980er Jahren ein Teil seines filmischen Schaffens dem deutschen Publikum über das Fernsehen zugänglich.
Angelopoulos drehte Szenen für mehrere seiner Filme in Florina in Westmakedonien. Der Bischof von Florina Augustinos Kantiotis exkommunizierte 1991 den Regisseur, weil er die in seinen Augen anti-nationalen und kirchenfeindlichen Filme, z. B. Der Bienenzüchter und Der schwebende Schritt des Storches in seiner Diözese gedreht hatte. Die Bischofsentscheidung stieß allerdings sowohl in der Bevölkerung Florinas wie auch in griechisch-orthodoxen Kirchenkreisen auf Ablehnung.
2005 war Angelopoulos Jurypräsident des World Film Festivals, wo er mit einem Spezialpreis für sein Lebenswerk ausgezeichnet wurde. Im Verlauf seiner Karriere gewann er über 40 internationale Film- und Festivalpreise und wurde für zwölf weitere nominiert. Einer seiner größten Erfolge war der Gewinn der Goldenen Palme der Filmfestspiele von Cannes für Die Ewigkeit und ein Tag. Bereits 1989 war Landschaft im Nebel mit dem europäischen Filmpreis Felix ausgezeichnet worden.
2012 starb Angelopoulos in einem Krankenhaus in der Nähe von Piräus an den Folgen eines Verkehrsunfalls. Er hatte sich bei Dreharbeiten zu seinem Filmprojekt Das andere Meer befunden, als er von einem Motorradfahrer angefahren wurde. Der Film sollte sich der griechischen Staatsschuldenkrise als Thema annehmen.

## Filmografie (Auswahl)
- 1968: Η Εκπομπή (I Ekpombí [dt. „Die Sendung“], Kurzfilm)
- 1970: Rekonstruktion (Αναπαράσταση Anaparástasi)
- 1972: Die Tage von 36 (Μέρες του 36 Méres tou 36)
- 1975: Die Wanderschauspieler (Ο θίασος O thíasos)
- 1977: Die Jäger (Οι κυνηγοί I kynigí)
- 1980: Der große Alexander (Ο Μεγαλέξανδρος O Megaléxandros)
- 1981: Ein Dorf, ein Bewohner (Χωριό ένα, κάτοικος ένας – Chorió éna, kátikos énas, Kurzfilm)
- 1982: Athen, Rückkehr auf die Akropolis (Αθήνα, επιστροφή στην Ακρόπολη Athína, epistrofí stin Akrópoli)
- 1984: Die Reise nach Kythira (Ταξίδι στα Κύθηρα Taxídi sta Kýthira)
- 1986: Der Bienenzüchter (Ο μελισσοκόμος O melissokómos)
- 1988: Landschaft im Nebel (Τοπίο στην ομίχλη Topío stin omíchli)
- 1991: Der schwebende Schritt des Storches (Το μετέωρο βήμα του πελαργού To metéoro víma tou pelargoú)
- 1995: Der Blick des Odysseus (Το βλέμμα του Οδυσσέα To vlémma tou Odysséa)
- 1998: Die Ewigkeit und ein Tag (Μια αιωνιότητα και μια μέρα Miá eoniótita ke miá méra)
- 2004: Die Erde weint (Τριλογία Ι: Το λιβάδι που δακρύζει Trilogía I: To livádi pou dakrýzei)
- 2008: The Dust of Time (Τριλογία ΙΙ: H σκόνη του χρόνου Trilogía II: I skóni tou chrónou)
- 2012: Mundo Invisível (Episode: Céu Inferior)

## Auszeichnungen
- 1968: Kurzfilmpreis der griechischen Filmkritikervereinigung auf dem Filmfestivals von Thessaloniki für I Ekpombi
- 1970: Bester Kunstfilm und bester Nachwuchsregisseur des Filmfestivals von Thessaloniki sowie bester Film der griechischen Filmkritikervereinigung für Rekonstruktion
- 1971: FIPRESCI-Preis – Lobende Erwähnung der Filmfestspielen Berlin für Rekonstruktion
- 1972: Regiepreis des Filmfestivals von Thessaloniki für Die Tage von 36
- 1973: FIPRESCI-Preis der Filmfestspiele Berlin für Die Tage von 36
- 1975: Bester Film, Regie- und Drehbuchpreis des Filmfestivals von Thessaloniki für Die Wanderschauspieler
- 1975: Interfilm-Preis der Filmfestspiele Berlin für Die Wanderschauspieler
- 1975: FIPRESCI-Preis der Filmfestspiele von Cannes für Die Wanderschauspieler
- 1975: Sutherland Trophy des British Film Institute für Die Wanderschauspieler
- 1980: Bester Film des Filmfestivals von Thessaloniki sowie bester Film der griechischen Filmkritikervereinigung für Der große Alexander
- 1980: FIPRESCI-Preis der Filmfestspiele von Venedig für Der große Alexander
- 1980: Kinema-Jumpō-Preis für Die Wanderschauspieler (Bester fremdsprachiger Filmregisseur)
- 1984: Drehbuch- und FIPRESCI-Preis der Filmfestspiele von Cannes für Reise nach Kythera
- 1988: Silberner Löwe, Pasinetti-Preis, Sergio-Trasatti-Preis, OCIC-Preis, C.I.C.A.E.-Preis der Filmfestspiele von Venedig für Landschaft im Nebel
- 1989: Interfilm-Preis der Filmfestspiele Berlin für Landschaft im Nebel
- 1995: Großer Preis der Jury und FIPRESCI-Preis der Filmfestspiele von Cannes für Der Blick des Odysseus
- 1995: FIPRESCI-Preis des Europäischen Filmpreises für Der Blick des Odysseus
- 1996: Léon-Moussinac-Preis der französischen Filmkritikervereinigung für Der Blick des Odysseus (Bester ausländischer Film)
- 1996: Silbernes Band des Sindacato Nazionale Giornalisti Cinematografici Italiani für Der Blick des Odysseus (Bester ausländischer Regisseur, Europäisches Silbernes Band)
- 1997: Premio Sant Jordi für Der Blick des Odysseus (Bester ausländischer Film)
- 1997: Mainichi Eiga Concours für Der Blick des Odysseus (Bester fremdsprachiger Film)
- 1998: Goldene Palme und Preis der Ökumenischen Jury der Filmfestspiele von Cannes für Die Ewigkeit und ein Tag
- 1998: Bester Film, Regie- und Drehbuchpreis des Filmfestivals von Thessaloniki für Die Ewigkeit und ein Tag
- 1999: Cóndor de Plata der Argentinischen Filmkritikervereinigung für Der Blick des Odysseus (Bester ausländischer Film)
- 2001: Kunst- und Kulturpreis der deutschen Katholiken[3]
- 2003: Ehrenpreis des Copenhagen International Film Festival
- 2004: FIPRESCI-Preis des Europäischen Filmpreises für Die Erde weint
- 2004: Grand Prix Special des Amériques des World Film Festival
- 2005: Spezialpreis der Jury des Internationalen Fajr-Filmfestivals für Die Erde weint
- 2010: Preis für das Lebenswerk des Filmfestivals von Jerewan